# Burg (toponiem)
Burg, analoog aan het Duitse woord Burg, (Middelnederlands: burch, burch) was het oorspronkelijke woord voor een (berg)vesting. In de Germaanse talen ging de betekenis over tot stad. In de middeleeuwen verengde de betekenis tot burcht of slot, een versterkt kasteel.

## Afleidingen vanburg-
Het oorspronkelijke woord is behouden gebleven in afleidingen en samenstellingen als burger, burgemeester, burggraaf en burgwal, dat bijvoorbeeld in Amsterdam nog in straatnamen voorkomt (bijvoorbeeld de Nieuwezijds Voorburgwal).

## Ongeleed woord als toponiem
- Borgt (Vlaams-Brabant)
- Burgh-Haamstede
- Den Burg (Texel)
- Burg-Reuland
- Burg (Brugge)

## Samenstellingen met-burg
Samenstellingen met -burg vinden we in een groot aantal plaatsnamen.

| In Nederland: - Aalburg - Aardenburg - Batenburg - Culemborg (Kuilenburg) - Domburg - Elburg - Kraggenburg - Middelburg - Oostburg - Oost- en West-Souburg - Rustenburg - Spakenburg - Kasteel De Stakenborch - Tilburg - Terborg - Valkenburg en Kasteel Valkenburg - Voorburg - Waardenburg - Wildenborch en Kasteel De Wildenborch - Zwanenburg | in België: - Borgloon - Duisburg - Leopoldsburg - Limburg - Middelburg - Ottenburg - Oudenburg in Luxemburg: - Luxemburg in Zuid-Afrika: - Boksburg - Johannesburg - Pietermaritzburg - Rustenburg |

## Spelling
Burg behoort tot een groep woorden die later een -t hebben gekregen (andere voorbeelden zijn inkt, dat in het Engels ink heet, en rijst). Door deze t is in de spelling de oorspronkelijke g vervolgens in ch veranderd: de spelling burgt komt in oudere teksten voor, in het huidige Nederlands is het burcht. De Groningse variant borg (in het Gronings börg, heeft de t niet overgenomen.

## Frans
Dit Germaanse woord heeft ook - zoals wel meer militaire termen - stand gehouden in het Frans als bourg, waar het in tal van plaatsnamen voorkomt, bijvoorbeeld Mariembourg, Cherbourg, Bourg-en-Bresse en andere plaatsnamen.